# Кунтісую

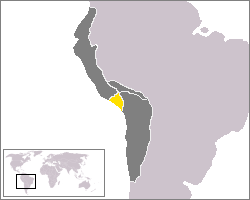
Кунтісую

Кунтісую (Kunti Suyu) — найменша «чверть» (сую) імперії інків Тауантінсую. Перекладається з кечуа як «Західна область». Заснована Сапа Інкою Пачакутеком. Символом Кунтісую був помаранчевий колір. Складалася з 27 уамані (провінцій).

## Історія
Була утворена після підкорення інками племен на південний захід від Куско, зокрема племен чанка з Андауальяса, рукана, сора, території Наска. Низка племен визнали владу інків не вступаючи у збройний конфлікт.
Під час боротьби за трон у 1527–1532 роках між братами Уаскаром і Атауальпою слугувало військовою та економічною базою першого. У 1532–1533 роках Кунтісую сплюндрували війська під орудою одного з головних військовиків Атауальпи — Кіскіса.

## Економіка
Кунтісую стала одною з найважливіших частин імперії, оскільки чанки та уанка давали вояків, рукана та сора — особистих охоронців та слуг імператора, народ кечуа — захищав підходи до долини Куско. Також багато майстрів-капайоків та технік запозичено інками від культур цього регіону. Водночас забезпечував вихід до Тихого океану. Основними галузями були гірське скотарство та рибальство, частково було розвинене гончарство.

## Уамані Кунтісую
- Акарі
- Ангарі
- Арікіпа
- Атіко
- Аймара
- Камана
- Карауелі
- Кауана
- Чанка
- Чілке
- Чукльючука
- Чукурпу
- Чумпіуілька
- Кунтісую
- Кутабамба
- Уанка
- Іка
- Наска
- Укуна
- Пакіуанакуча
- Кечуа
- Кільке
- Рукана
- Сора
- Уілька
- Янауара
- Яука